# كارلوس ألبرتو (لاعب كرة قدم مواليد 1973)
كارلوس ألبرتو (بالبرتغالية: Carlos Alberto da Rocha‏) هو لاعب كرة قدم برازيلي في مركز الوسط، ولد في 2 مايو 1973 في جوينفيل في البرازيل. لعب مع أرسنال تولا وتوربيدو موسكو ونادي إنترناسيونال ونادي دينامو تبليسي.

## وصلات خارجية
- كارلوس ألبرتو (لاعب كرة قدم مواليد 1973) على موقع قاعدة بيانات كرة القدم.إي يو (الإنجليزية)